# Чёрная вдова (Наташа Романова)
Чёрная вдова́ (англ. Black Widow), настоящее имя — Ната́лья Алья́новна «Ната́ша Ро́манофф» Рома́нова (англ. Natalia Alianovna "Natasha Romanoff" Romanova) — вымышленная супергероиня, уроженка Волгограда, появляющаяся в американских комиксах издательства Marvel Comics. Созданная редактором и писателем Стэном Ли, сценаристом Доном Рико и художником Доном Хеком, она впервые появилась в комиксе «Тревожные истории» #52 (апрель 1964 года). Первоначально Наталья Романова была представлена как российская шпионка и враг Железного человека, однако позже она сбежала в США, став агентом организации «Щ. И. Т.» и членом супергеройской команды Мстители.
Скарлетт Йоханссон исполнила роль персонажа в нескольких фильмах Кинематографической вселенной Marvel «Железный человек 2» (2010), «Мстители» (2012), «Первый мститель: Другая война» (2014), «Мстители: Эра Альтрона» (2015), «Первый мститель: Противостояние» (2016), «Мстители: Война бесконечности» (2018), «Капитан Марвел» (2019) и «Мстители: Финал» (2019). Йоханссон повторила роль в сольном фильме «Чёрная вдова» (2021).

## История публикаций
Впервые Чёрная вдова стала появляться в качестве русской шпионки и постоянного противника Железного человека, начиная с комикса «Тревожные истории» № 52 (апрель 1964 года). Пять выпусков спустя она завербовала лучника и супергероя Соколиного глаза. Позже правительство СССР снабдило Наташу первым костюмом Чёрной вдовы и высокотехнологичным оружием, но в конце концов она переехала в Соединённые Штаты в серии комиксов «[[Мстители (комикс)|Мстители]» № 29 (июль 1966 года). Позже Чёрная вдова становится постоянным союзником команды, а много лет спустя и её шестнадцатым членом.
Образ Чёрной вдовы был обновлён в 1970 году: в комиксе «Удивительный Человек-паук» № 86 (июль 1970 года) Наташа предстала с рыжими волосами до плеч (вместо её прежних коротких черных волос), в облегающем чёрном костюме и с браслетами, вооружёнными паучьими нитями. Именно этот образ стал наиболее ассоциируемым с персонажем.
Вскоре Чёрная вдова появилась в собственной серии комиксов «Удивительные приключения» № 1-8 (август 1970-сентябрь 1971 гг.), тогда же в комиксах полностью дебютировали Нелюди. Линейка комиксов о вдове включила в себя всего восемь комиксов (приостановленная позже серия комиксов о Нелюдях закончилась 10-м выпуском).
После того, как закончилась первая сольная серия комиксов о персонаже, Чёрная вдова появилась в комиксах «Сорвиголова» № 81-124 (ноябрь 1971-август 1975 гг.), причём, № 92-107 выходили под названием «Сорвиголова и Чёрная вдова». Автор «Сорвиголовы» Джерри Конвей вспоминал: «Это была моя идея, чтобы объединить Сорвиголову и Чёрную вдову, в основном, потому, что я был фанатом Наташи, и подумал, что между ней и Сорвиголовой была бы интересная химия». Однако другие авторы посчитали, что Сорвиголова лучше проявляется как самостоятельный герой, поэтому постепенно выписали Чёрную вдову из этой серии комиксов. После этого Наташа была сразу включена в серию комиксов «Чемпионы» в качестве лидера команды, всего вышло 17 выпусков (октябрь 1975-январь 1978 гг.).
На протяжении 1980-х и 1990-х годов Чёрная вдова часто появлялась как член Мстителей и внештатный агент «Щ. И. Т.а». Наташа появилась в рамках серии комиксов «Marvel Fanfare» № 10-13 (август 1983-март 1984 гг.), написанных Джорджем Пересом и Ральфом Маккио. Эти истории позже были собраны в одном едином комиксе «Чёрная вдова: Паутина интриг» № 1 (июнь 1999 года).
Вдова появлялась в комиксах «Сольные Мстители», «Группа Силы», «Железный человек», «Команда Marvel» и др.
Наташа стала центральным персонажем в трёх-серийном комиксе «Пожар в следующий раз» писателя Скотта Лобделла и зарисовщика Рэнди Грина в линейке комиксов «Путешествие в тайну» № 517—519 (февраль-апрель 1998 года).
Новая линейка комиксов «Чёрная вдова» начала выходить в апреле 2010 года. Первая сюжетная арка была написана Марджори Лю с иллюстрациями Даниэля Акуньи. Начиная с выпуска № 6 (сентябрь 2010 года), автором серии стал Дуэйн Сверчински, а художниками Мануэль Гарсия и Лоренцо Руджеро.
Чёрная вдова появлялась в линейке комиксов «Секретные Мстители» 2010—2013 гг., начиная с выпуска № 1 (июль 2010 года) и заканчивая финальным выпуском № 37 (март 2013 года). В 2013 году одноимённую серию комиксов создали Ник Спенсер и Люк Росс.
Чёрная Вдова появляется в возобновленном сольной линейке комиксов автора Натана Эдмондсона и художника Фила Ното. Первый выпуск вышел в январе 2014 года.
В октябре 2015 года было объявлено, что Марк Уэйд и Крис Сэмни запустят новую серию «Чёрная вдова» в 2016 году в рамках перезапуска комиксов о последствиях Секретных войн. Первый выпуск вышел в марте 2016 года.

## Вымышленная биография

### Ранняя жизнь
Наташа родилась 20 декабря 1928 года в Сталинграде (ныне Волгоград), РСФСР, СССР. Первая и самая известная Чёрная вдова — русский агент, шпионка, мастер боевых искусств и снайпер, оснащённая арсеналом высокотехнологичного оружия, включая пару наручных энергетических орудий, названных «укус вдовы». Первоначально Наташа не носила никакого специального костюма, она была замечена лишь в вечернем платье и вуали. Романова в конце концов переезжает в США по нескольким причинам, в том числе, и из-за чувств к преступнику и супергерою-лучнику, Соколиному глазу.
В «Удивительных приключениях» 1970-х гг. были даны первые намёки на детство Наташи Романовой. В этой серии комиксов Иван Петрович, водитель и доверенное лицо Наташи, рассказывает Мэтту Мёрдоку о детстве Романовой. Неизвестные подожгли дом, где жила Наташа со своей семьёй и мать передала её советскому солдату, искавшему в развалинах свою сестру, прежде чем погибнуть под обрушившимся зданием. Тем солдатом и оказался Иван Петрович Безухов, который стал её опекуном. Спустя 10 лет на вымышленном острове Мадрипур в 1941 году Иван Петрович помог Капитану Америке и мутанту Логану, который позже станет канадским суперагентом и героем Росомахой, спасти Наташу от нацистов.
Происхождение и детство Наташи были позже пересмотрены: по новому канону с самого раннего детства она воспитывалась по советской программе «Чёрная вдова». Иван Петрович отвёз Наташу вместе с другими маленькими девочками-сиротами в Отдел X, где в секретной Красной комнате ей промыли мозги и обучили боевым приёмам и шпионажу. Учёные перепрошили её генетический код и психику, поэтому Наташа получила совершенную физическую форму и замедленное старение. Чтобы обеспечить покорность и лояльность каждой новой Чёрной вдовы, реальные воспоминания смешивают с ложными. Романова обнаруживает это, в том числе и тот факт, что она никогда не была балериной. Становится известно, что Красная комната все ещё работает под названием «2R».
В Красной комнате в 1950-х гг. Наташа прошла обучение у Зимнего солдата, и они вскоре полюбили друг друга. Но КГБ устраивает свадьбу Наташи с известным советским лётчиком-испытателем Алексеем Шостаковым, которого было решено сделать новым оперативником, Красным Стражем. Алексею сообщили, что он не может больше общаться со своей женой. Наташа получила известие о том, что её муж погиб на секретном задании. Она сильно горевала и решила почтить память Алексея и достичь его цели — стать оперативницей.

## Силы и способности
Чёрная Вдова в превосходной физической форме — владеет навыками гимнастики, балета, и акробатики; эксперт боевых искусств, в том числе карате, айкидо, бразильское джиу-джитсу, самбо, сават, ниндзюцу, различные стили кунг-фу; профессионально владеет холодным и огнестрельным оружием и навыками шпионажа, слежки и маскировки.
Часто пользуется оборудованием, которое было изобретено ещё советскими учёными и инженерами и впоследствии улучшено и адаптировано техниками в Щ.И.Т. Обычно она носит выделяющиеся чёрные браслеты, в которых скрыты крюки, гранулы слезоточивого газа, электрические заряды, способные оглушить противника напряжением в 30000 вольт, а также пояс с металлическими дисками, на который помещается взрывчатка и другое оружие. Её костюм выполнен из стретч-кожи, на ладонях и ступнях есть присоски, что позволяет ей подниматься по стенам.
Физические характеристики Чёрной Вдовы были улучшены при помощи биотехнологий, что сделало её тело устойчивым к старению, болезням, а разум — к психологическому воздействию и чтению мыслей, а также дало ей ускоренное исцеление.

## Другие версии

### 1602
В графическом романе Marvel 1602 Нила Геймана 2004 г. Наташа — шпионка и «самая опасная женщина в Европе». В союзе с Мэтью Мёрдоком она должна доставить Нику Фьюри ценный груз. Наташа предаёт Мэтью из-за любовника — графа Отто Фон Дума. Позже девушка приходит на помощь Думу, раненому молнией Тора.
В сиквеле романа Наташа — возлюбленная графа и капитан его летающего корабля, а также поклонница творчества пленника. Однако, когда девушка ставит под сомнение план Дума отправиться на край света, он убивает её.

### The Avengers: Age of Ultron
Наташа Романов заигрывает с Доктором Беннером.

### Земля Икс
Наташа Романова появилась в мини-сериале «Земля X» почти так же, как и её коллега из 616. После того когда Поглощающий Человек был разбит на куски Виженом после убийства Мстителей (Человек-муравей, Оса, Алая Ведьма, Ртуть и Соколиный глаз). Часть его тела была отдана ей для охраны, чтобы никто не смог снова собрать Поглощающего человека. Она была убита незадолго до начала Земли X. Позже в сериале она раскрывается в Царстве Мертвых и завербована Мар-Веллом в его легион мертвых.

### Ultimate
В Алтимейт Марвел Наташа Романова является членом Алтимейтс. Она дебютировала в Ultimate Marvel Team-Up № 14 (июнь 2002 года) в истории, написанной Брайаном Майклом Бендисом и Терри Мур, прежде чем стать одним из главных персонажей писателя Марка Миллара и Брайана Хитча в The Ultimate № 7 (Сентябрь. 2002), где она изображена на обложке комикса.
Романова — бывшая шпионка и убийца КГБ под кодовым именем Чёрная Вдова, получившая это прозвище, так как её мужья погибали в несчастных случаях, среди погибших был и Алексей Шостаков. Она была первоначально частью Ультимейтов' тайной операционной («Блэк ОПС») команды, но с появлением Читаури угроза была перенесена в публичный статус после публично приемлемого фона была написана для неё.
Она имеет генетические или кибернетические усовершенствования, что делает её гораздо лучше в бою, чем отличается от обычного человека. Во время её долгого романа с Тони Старком, она вскоре принимает его предложение руки и сердца, после этого она получает чёрный костюм Железного человека в качестве обручального подарка, вместе с комплектом нанитов для управления бронёй.
Позже выяснилось, что Чёрная Вдова — предательница, ответственная за раскрытие личности Халка, ложные обвинения Тора и Капитана Америки, смерть семьи Соколиного Глаза и помощь Освободителям во вторжению в Америку. После того как она убила Эдвина Джарвиса, то пыталась вымогать у Тони его богатства. Однако, Старк активировал наниты в крови и мозгу Наташи, тем самым парализовав её. Он рассказал ей, что загрузил все её знания к себе в мозг через наниты, а затем вырубил её, ударив сильно по голове винной бутылкой. После того, как Освободители были побеждены, Соколиный Глаз выследил Наташу в больнице, в которой она оказалась после того как перерезала себе вены, чтобы избавиться от нанитов. Наташа попыталась сбежать, но Соколиный Глаз намертво пришпилил её руки к стене стрелами, а затем выпустил стрелу ей между глаз, убив её в отместку за её участие в убийстве его семьи.
В Ultimates 3 #1 в интернете и на телеканалах оказалась запись секса Наташи и Тони. Во время нападения Братства Мутантов на особняк Старка после смерти Алой Ведьмы Мистик использовала внешность Наташи, чтобы подобраться к Старку и убить его, но была нейтрализована Осой.
После события Ультиматум появилась новая Чёрная Вдова, которой стала бывшая жена Ника Фьюри, Моника Чанг.
После вторжения Галактуса новой Чёрной Вдовой стала Джессика Дрю, ранее известная как Женщина-Паук, которая является женским клоном Питера Паркера.

## Вне комиксов

### Фильмы
В 2004 году Lionsgate Entertainment объявил, что сценарист-режиссёр Дэвид Хейтер снимет фильм «Чёрная вдова» (Наташа Романова). Однако позже Lionsgate отказался от данного проекта. С тех пор права на персонажа были возвращены Marvel после дебюта персонажа в «Железном человеке 2».

### Кинематографическая вселенная Marvel
Во всех фильмах киновселенной Marvel, где появлялась Чёрная Вдова, её сыграла американская актриса Скарлетт Йоханссон.
- Железный человек 2

Наташа Романофф — агент Щ.И.Т.а, посланный Ником Фьюри присматривать за Тони Старком и дать оценку. Она устраивается на работу в Stark Industries и излечивает Старка. Позже, показав себя в качестве агента, Наташа возвращает Джеймсу Роудсу контроль над его бронёй. Железный человек и Воитель побеждают Хлыста. Наташа говорит Фьюри, что Старк не подходит для «Инициативы Мстители».
- Мстители

Романофф вербует Брюса Бэннера в Мстители. После поимки Локи, который хотел оказаться на базе Щ.И.Т.а, Брюс превращается в Халка и теряет контроль. Романофф пытается успокоить его, а позже сталкивается с Соколиным глазом, бывшим под контролем Локи, и побеждает его, сняв контроль. Она, Капитан Америка, и Соколиный глаз отправляются в Нью-Йорк, где началось вторжение Читаури. Там они встречаются с Тором, Халком, Железным человеком. Мстители побеждают Локи и Читаури. После этого Ник Фьюри распускает Мстителей.
- Первый мститель: Другая война

Чёрная Вдова и Капитан Америка становятся напарниками, работая на Щ.И.Т. Они выполняют множество заданий с Броком Рамлоу и Джеком Роллинсом. Когда Стива обвиняют в измене, Наташа бросается с ним в бега. Это приводит их в лагерь, где Стив тренировался во времена Второй Мировой Войны. Там они активируют Арнима Зола, который раскрывает им, что «Гидра» в Щ.И.Т.е. Объединившись с Сэмом Уилсоном, они сражаются с Зимним солдатом, и оказываются схваченными Рамлоу. Их спасает Мария Хилл и приводит их к Нику Фьюри, который считался убитым. Фьюри раскрывает им план по обезвреживанию Хелликэриеров. Романофф маскируется под члена Мирового Совета Безопасности, устраивая засадку для Александра Пирса, лидера «Гидры». Фьюри убивает его. Наташа и Ник спасают Сокола. После Щ.И.Т. признают террористической организацией, и Наташа вынуждена скрыться.
- Мстители: Эра Альтрона

Мстители снова собираются. Наташа хочет начать отношения с Брюсом и признаётся ему, что она стерилизована. Тони создаёт Альтрона, который объединяется с Алой Ведьмой и Ртутью. Ванда приводит Халка в ярость, но Старк усмиряет его с помощью «Халкбастера». Альтрон похищает Наташу. Она сообщает Мстителям своё местоположение, и они прибывают. Романофф собирается усмирить Халка, но Альтрон стреляет в них. Халк спасает Вдову, перенося её на Гэлликериер. Вижен уничтожает Альтрона. Наташа и Стив начинают тренировать Сокола, Алую Ведьму, Вижена и Воителя. Когда Ванда загипнотизировала Наташу, можно увидеть её прошлое, ещё до того, как она стала Чёрной Вдовой.
- Первый мститель: Противостояние

Романофф, Роджерс, Уилсон, Максимофф выслеживают Брока Рамлоу, но тот подрывает себя. Погибают несколько жителей Ваканды и Мстителям предлагают подписать Заковианское Соглашение. Сверх-люди должны зарегистрироваться и работать на ООН. Наташа с этим согласна и выступает на стороне Железного человека. Она приводит в команду Т’Чаллу, также известного как Чёрная пантера. В битве в Лейпциге Наташа помогает Стиву и Баки бежать и задерживает Т’Чаллу. После этого она подаётся в бега.
- Тор: Рагнарёк

Наташа появляется на видеозаписи в Квинджете. Эту запись видит Халк и возвращается к своему человеческому облику.
- Мстители: Война бесконечности

Наташа вместе со Стивом Роджерсом и Сэмом Уилсоном спасает Алую Ведьму и Вижена от Чёрного Ордена. Затем она участвует в обороне Ваканды, сражаясь с армией Таноса.
- Капитан Марвел (фильм)

Наташа появляется вместе со Стивом Роджерсом, Джеймсом Роудсом и Брюсом Бэннером в первой сцене после титров. Они анализируют на базе Мстителей найденный пейджер, активированный Ником Фьюри, обратившимся в прах после щелчка Таноса. В этот момент за их спинами внезапно появляется Кэрол Денверс и спрашивает: «Где Фьюри?»
- Мстители: Финал

Наташа, вместе с другими Мстителями пытается вернуть половину испепеленной Таносом Вселенной через путешествия во времени. Во время операции «Хрононалёт», Наташа отправляется на Вормир вместе с Клинтом Бартоном, за Камнем Души. Хранитель Камня — Красный Череп, объясняет героям, что Камень Души получит лишь тот, кто утратит того, кого любит. После небольшого сражения, Наташа приносит себя в жертву, отцепившись от Клинта. В конце фильма Соколиный глаз говорит Ванде, что если бы был способ сказать ей, что у них все получилось, то он бы дал ей знать. Ванда отвечает, что она и так знает, как и Вижен. Халк говорит Стиву, что пытался вернуть её, когда использовал Перчатку Бесконечности, но не смог, поскольку обратный обмен Камня Души невозможен.
- Чёрная вдова (фильм, 2021)

События фильма происходят после событий фильма «Первый мститель: Противостояние». Наташа, при поддержке Елены Беловой, Алексея Шостакова и Мелины Востокофф вычисляет месторасположение «Красной Комнаты», освобождает Вдов и уничтожает её. Елена же в этот момент уничтожает спасательный транспорт генерала Дрейкова — создателя «Красной Комнаты», тем самым убивая его.
- Что, если...?

Наташа Романофф, озвученная Лейк Белл, появляется в первом сезоне анимационного сериала «Что, если…?»: В третьем эпизоде — «Что, если… мир утратил бы своих величайших героев?», в четвёртом эпизоде — «Что, если… зомби?!» (камео), в восьмом эпизоде — «Что, если… Альтрон победил бы?» и в девятом эпизоде — «Что, если… Наблюдатель нарушил бы свою клятву?»

### Мультфильмы
- Чёрная вдова появлялась в полнометражном мультфильме «Ultimate Мстители» и его сиквеле «Ultimate Мстители 2».
- Чёрная вдова появлялась в полнометражном мультфильме «Новые Мстители: Герои завтрашнего дня», где действует её сын.
- Чёрная вдова появляется в мультсериале «Мстители. Величайшие герои Земли», где является агентом Щ.И.Т. и была внедрена в террористическую организацию ГИДРА. Во втором сезоне является членом тайной команды Ника Фьюри во время вторжения Скруллов, а после участвует в битве с одним из герольдов Галактуса в финальной серии.
- Является одним из главных героев в мультсериале «Мстители, общий сбор!»
- С 30 эпизода появляется в аниме «Мстители: Войны ИКЦС».
- Один из главных персонажей в аниме «Секретные материалы Мстителей: Чёрная вдова и Каратель».
- Появляется в мультсериале «Совершенный Человек-паук».
- Появляется в мультсериале «Человек-паук» 2017 года.

### Видеоигры
- В игре «Мстители: Битва за Землю» как играбельный персонаж.
- Появляется в игре Lego Marvel Super Heroes как игровой персонаж.
- Появляется в игре Marvel: Ultimate Alliance как неиграбельный персонаж вокруг которого крутится небольшая интрига.
- Появляется в игре Marvel: Ultimate Alliance 2, где они с Женщиной-Халком являются групповым боссом для Анти-Регистрационных сил.
- Присутствует на одном уровне Punisher как союзный боец; также, по сюжету, даёт наводку на базу бандитов на Гранд-Никсон.
- Появляется в игре Spider-Man: Web of Shadows как персонаж, выдающий различные квесты Человеку-пауку. Возглавляет одну из команд Щ.И.Т., которая прибыла в Нью-Йорк для создания лагерей для контроля распространения симбиота.
- Присутствует как играбельный персонаж в Marvel: Future Fight на OS Android и IOS.
- Присутствует как играбельный персонаж в Lego Marvel`s Avengers.
- Присутствует как играбельный персонаж в Marvel: Strike Force на OS Android и IOS.
- Появляется в Lego Marvel Super Heroes 2 как играбельный персонаж, доступный в свободной игре.
- Присутствует в Marvel Rivals как доступный для выбора играбельный персонаж.

## Критика и отзывы
В мае 2011 года Чёрная Вдова заняла 74 место в списке 100 лучших героев комиксов по версии IGN.